# Piccadilly

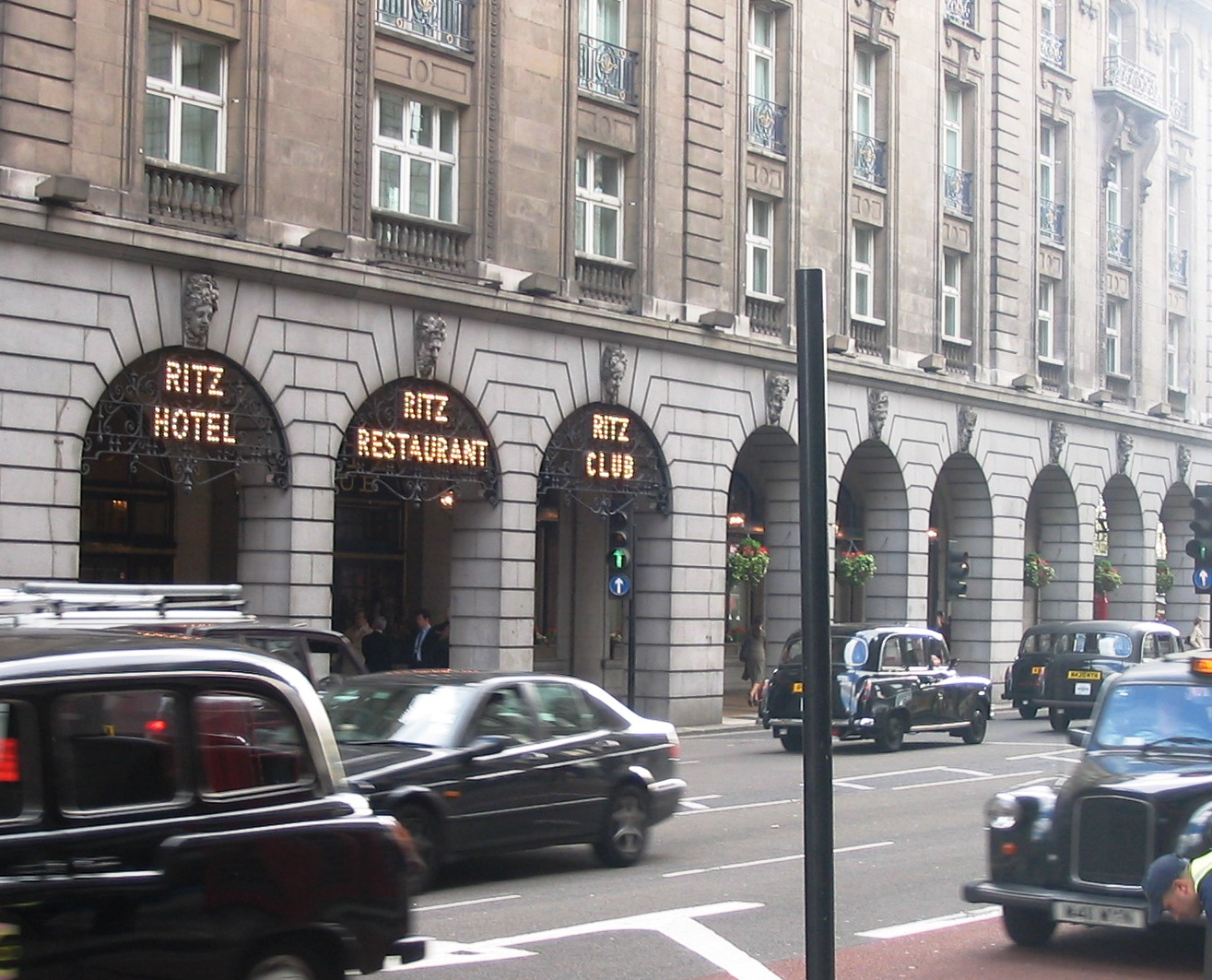
Het Ritz-hotel aan de Piccadilly.

Piccadilly is een belangrijke verkeersader en winkelstraat in het centrum van Londen. Hij loopt van Hyde Park Corner naar Piccadilly Circus.
Aan de straat zijn onder andere het beroemde warenhuis Fortnum & Mason gelegen, evenals de in 1839 geopende kledingzaak Cordings, de Royal Academy, het Burlington House waarin de Linnean Society of London, de Geological Society en de Royal Academy of Arts gevestigd zijn, The Ritz en enkele andere gerenommeerde hotels. Ook in de straat liggen de ambassades van Japan en Malta.
De naam is ontleend aan de kleermaker Robert Baker, die eind 16e, begin 17e eeuw een winkel had aan The Strand. Hij verwierf een fortuin met de productie van picadils of piccadillies, een bepaald soort stijve boorden die destijds in de mode waren. Met behulp van deze nieuwe rijkdom kocht hij een groot stuk land, waar hij rond 1612 een landhuis liet bouwen. Na 1660 ontwikkelde de omgeving zich tot een chique woonwijk.